# Paleis van Andafiavaratra

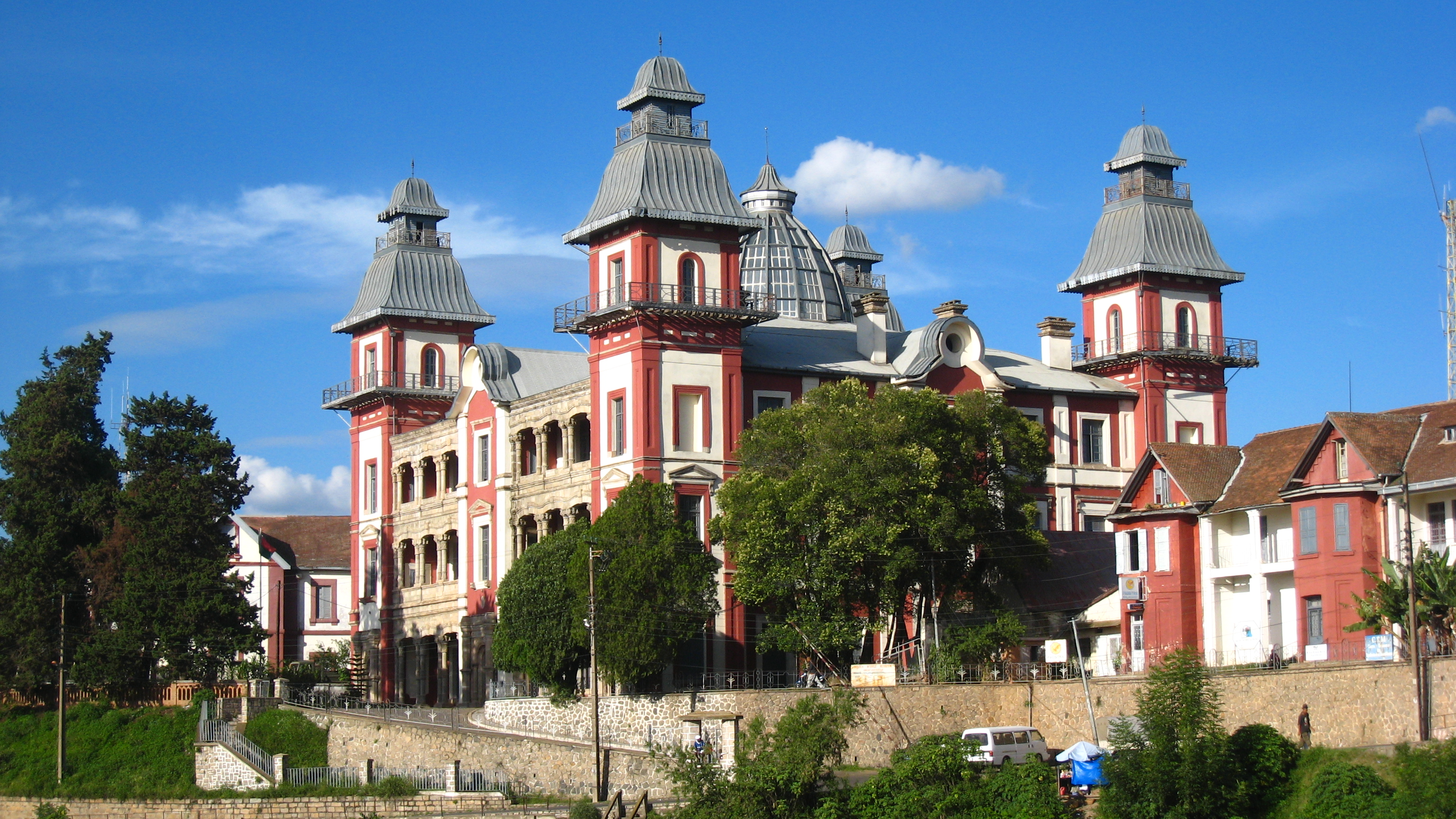
Paleis van Andafiavaratra

Het Paleis van Andafiavaratra (Frans: Musée du Palais d'Andafiavaratra) is een paleis in Madagaskar waarin vroeger de eerste minister Rainilaiarivony verbleef en dat tegenwoordig de functie van openbaar museum vervult. Het is gelegen op de hoogste heuvel van de hoofdstad Antananarivo. 

## Geschiedenis
In 1872 is het stenen paleis met de vier torens ontworpen door de Britse architect William Pool voor de toenmalige premier Rainilaiarivony, die er woonde van 1864 tot 1895. Daarvoor had Ranavalona I reeds een soortgelijk houten gebouw laten bouwen voor haar echtgenoot en eerste minister Rainiharo. Na 1895, tijdens de Franse bezetting, diende het paleis een tijdje als kazerne voor militaire troepen. In 1960 nadat Madagaskar onafhankelijk was geworden, werd het vervolgens gebruikt als hof, kunstschool, presidentieel paleis en opnieuw als verblijfplaats voor de premier. Het paleis werd gerenoveerd na een brand in 1976.
Tegenwoordig wordt in het museum een geschat aantal van 1.466 voorwerpen tentoongesteld die zijn gered uit de Rova van Antananarivo, toen een brand in 1995 deze deels verwoestte. In 2013 kondigde het ministerie van Cultuur de plannen aan om het koepelgewelf van het museum te restaureren, omdat "de bewaring en bescherming van dit materiële en immateriële erfgoed een nationale prioriteit is".